# Cees Priem
Cornelis Johannes Priem, més conegut com a Cees Priem (Ovezande, 27 d'octubre de 1950) és un ciclista neerlandès, ja retirat, que fou professional entre 1973 i 1987.
Com a ciclista amateur va prendre part en els Jocs Olímpics d'Estiu de 1972, on fou dotzè en la prova en ruta del programa de ciclisme. Com a professional destaquen dues victòries d'etapa al Tour de França, el 1975 i 1980, i dues més a la Volta a Espanya, el 1976 i 1977. El 1974 va guanyar el campionat dels Països Baixos en ruta. Una vegada retirat va passar a fer feines de director esportiu de l'equip TVM-Farm Frites entre 1988 i 1998.
En el marc de l'escàndol del dopatge del Tour de França de 1998 va ser detingut per les autoritats judicials franceses i considerat el principal responsable del dopatge organitzat dins de l'equip TVM. Va ser condemnat a 18 mesos de presó i una multa de 80.000 francs suïssos. El 2014 Jeroen Blijlevens i Bart Voskamp, ambdós exciclistes del TVM, van admetre que els productes dopants estaven destinats a ells i que la direcció de l'equip no n'estava al corrent i que havien estat condemnats injustament.

## Palmarès
- 1970 (amateur)
  - 1r a la Ronde van Midden-Zeeland
- 1971 (amateur)
  - 1r a l'Olympia's Tour
  - Vencedor de 3 etapes de la Volta a Àustria
- 1972
  - 1r al Circuit de Saône-et-Loire
  - Vencedor d'una etapa del Tour de l'Avenir
- 1973
  - 1r a la Ster van Zwolle
- 1974
  -  Campió dels Països Baixos en ruta
  - Vencedor d'una etapa al Tour de Romandia
- 1975
  - 1r a l'A través de Bèlgica
  - Vencedor d'una etapa al Tour de França
- 1976
  - Vencedor d'una etapa a la Volta a Espanya
- 1977
  - Vencedor d'una etapa a la Volta a Espanya
- 1978
  - 1r al Gran Premi Stad Sint-Niklaas
  - Vencedor d'una etapa a la Volta als Països Baixos
  - Vencedor d'una etapa a la Volta a Bèlgica
- 1979
  - Vencedor d'una etapa al Tour del Mediterrani
- 1980
  - 1r a la Coppa Agostoni
  - Vencedor d'una etapa al Tour de França
- 1982
  - 1r a l'Étoile de Bessèges i vencedor d'una etapa
- 1983
  - 1r als Tres dies de La Panne
- 1984
  - 1r al GP Stad Vilvoorde

### Resultats al Tour de França
- 1974. Abandona (4a etapa)
- 1975. Abandona (13a etapa). Vencedor d'una etapa
- 1980. Abandona (13a etapa). Vencedor d'una etapa
- 1981. Abandona (14a etapa)
- 1986. Abandona (12a etapa)

### Resultats a la Volta a Espanya
- 1976. 32è de la classificació general. Vencedor d'una etapa
- 1977. Abandona. Vencedor d'una etapa